# Skopje '63
Skopje '63 (srbohrvaško Skoplje '63) je jugoslovanski črno-beli dokumentarni film iz leta 1964, ki ga je režiral Veljko Bulajić po scenariju Jovana Boškovskega, Stevana Bulajića, Ratkoa Đurovića, Mateje Mateskega in Đorđeja Stardelova. Dokumentira posledice potresa v Skopju leta 1963 ter tudi reševanje preživelih izpod ruševin in pošiljanje pomoči iz drugih delov Jugoslavije in tujine. Snemanje, pri katerem so sodelovali Živorad Milić, Ljube Petkovski, Dragan Salkovski in Aleksandar Sekulović, se je začelo tri dni po potresu in je trajalo štiri mesece. Nato je Bulajić eno leto montiral film v studiu Jadran Filma.
Film je bil premierno prikazan 12. marca 1964 v jugoslovanskih kinematografih in je naletel na dobre ocene kritikov. Predvajan je bil v netekmovalnem programu Filmskega festivala v Cannesu. Na Mednarodnem televizijskem festivalu v Monte Carlu je osvojil zlato nimfo, na Beneškem filmskem festivalu leva sv. Marka za najboljši dokumentarni film in zlati klas za najboljši film na Mednarodnem filmskem festivalu v Valladolidu. Izbran je bil za jugoslovanskega kandidata za oskarja za najboljši mednarodni celovečerni film na 37. podelitvi, toda ni prišel v ožji izbor.